# Едсон Ратіньйо
Едсон Рамос Сілва (порт. Edson Ramos Silva, нар. 31 травня 1986, Жуан-Пессоа), відомий як Ратіньйо (порт. Ratinho) — бразильський футболіст, правий захисник.

## Ігрова кар'єра
Народився 31 травня 1986 року в місті Жуан-Пессоа. Вихованець футбольної школи клубу «Ботафогу». У дорослому футболі дебютував 2007 року виступами за команду «Можі-Мірім».
Того ж 2007 року за 350 тисяч євро перейшов до грецького клубу АЕК, де його наставником на полі став досвідчений Рівалдо, володар Золотого м'яча найкращого футболіста Європи 1999 року, який згодом перебрав на себе і функції агента молодого співвітчизника. У Греції отримав статус основного правого захисника, утім восени 2008, невдовзі після початку свого другого сезону у складі афінської команди попросив дозволу повернутися на батьківщину, звідки на початку 2009 року повернувся з пропозицієї про викуп його контракту тим же «Можі-Мірім».
А вже наступного місяця стало відомо про перехід Ратіньйо до узбекистанського «Буньодкор», лави якого шістьма місяцями раніше поповнив його менеджер Рівалдо. Утім на відміну від зіркового співвітчизника помітною фігурою у цій команді не став.
Влітку 2010 року пройшов оглядини в іспанській «Мальорці», яка 26 серпня уклала з ним п'ятирічний контракт. Однак не виправдав сподівань тренерського штабу і вже в лютому наступного 2011 року повернувся на батькивщину, приєднавшись до «Сан-Паулу» на правах оренди.
Ще за рік, на початку 2012, остаточно залишив Європу і знову уклав контракт з клубом «Можі-Мірім». У подальшому протягом 2010-х  постійно змінював команди, що представляли різні дивізіони першості Брозилії.
2020 року учергове став гарвцем команди «Жоїнвіль», на той час представника бразильської Серії D. У 2022 уклав контракт з клубом  «Санта-Круз» (Ресіфі) з того ж дивізіону.